# Süper Lig de 2018–19
A Süper Lig de 2018–19 (também conhecida como Lefter Küçükandonyadis Sezonu) foi a 61ª temporada do Campeonato Turco de Futebol. O Galatasaray sagrou-se campeão nacional pela 22ª vez em sua história, sendo inclusive o 5º bicampeonato consecutivo em sua trajetória pela elite do futebol turco, após encerrar a competição 2 pontos à frente do vice-campeão Basaksehir.
A artilharia do campeonato, por sua vez, ficou a cargo do futebolista senegalês Mbaye Diagne, que nesta temporada atuou inicialmente pelo Kasımpaşa e posteriormente transferiu-se justamente para o campeão Galatasaray, onde terminou a competição marcando 30 gols no total.
Por decisão da Federação Turca de Futebol, esta foi a primeira temporada a contar com o VAR em todas as rodadas do campeonato.

## Homenagem
Em 4 de julho de 2018, ainda durante o período de pré-temporada, a Federação Turca de Futebol decidiu mediante alteração da logomarca oficial da competição render homenagem oficial à Lefter Küçükandonyadis, lendário futebolista turco, ídolo do Fenerbahçe e da Seleção Turca entre as décadas de 1950 e 1960, que também atuou como treinador após sua aposentadoria dos gramados em 1964 até decidir aposentar-se totalmente do futebol em 1972. O ex-futebolista faleceu em 13 de janeiro de 2012, aos 86 anos, vítima de pneumonia.

## Participantes
| Clube            | Técnico           | Capitão        | Estádio                                  | Capacidade | Material Esportivo | Patrocinador   |
| ---------------- | ----------------- | -------------- | ---------------------------------------- | ---------- | ------------------ | -------------- |
| Akhisarspor      | Safet Sušić       | Bilal Kısa     | Estádio Municipal de Akhisar             | 12 139     | Nike               | Spor Toto      |
| Alanyaspor       | Mesut Bakkal      | Haydar Yılmaz  | Estádio do Colégio Bahçeşehir            | 10 842     | Uhlsport           | TAV Airports   |
| Ankaragücü       | İsmail Kartal     | Sedat Ağçay    | Estádio de Eryaman                       | 20 560     | Puma               | Spor Toto      |
| Antalyaspor      | Bülent Korkmaz    | Diego Ângelo   | Estádio de Antália                       | 32 539     | Nike               | Iati           |
| Başakşehir       | Abdullah Avcı     | Emre Belözoğlu | Estádio Fatih Terim de Başakşehir        | 17 319     | Macron             | Decovita       |
| Beşiktaş         | Şenol Güneş       | Tolga Zengin   | Vodafone Park                            | 41 903     | Adidas             | Vodafone       |
| Bursaspor        | Samet Aybaba      | Ertuğrul Ersoy | Estádio Municipal Metropolitano de Bursa | 43 331     | Puma               | BUDO           |
| Erzurumspor      | Mehmet Altıparmak | Egemen Korkmaz | Estádio Kâzım Karabekir                  | 23 277     | Nike               | Anka Jeneratör |
| Fenerbahçe       | Phillip Cocu      | Volkan Demirel | Estádio Şükrü Saraçoğlu                  | 50 509     | Adidas             | Avis           |
| Galatasaray      | Igor Tudor        | Selçuk İnan    | Complexo Esportivo Ali Sami Yen          | 52 280     | Nike               | NEF            |
| Göztepe          | Bayram Bektaş     | Beto           | Estádio Aziz Kocaoğlu de Bornova         | 9 138      | Lotto              | Mahall Bomonti |
| Kasımpaşa        | Kemal Özdeş       | Veysel Sari    | Estádio Recep Tayyip Erdoğan             | 14 234     | Nike               | Ciner Group    |
| Kayserispor      | Ertuğrul Sağlam   | Umut Bulut     | Estádio Kadir Has                        | 32 864     | Adidas             | İstikbal       |
| Konyaspor        | Rıza Çalımbay     | Ali Turan      | Estádio Municipal Metropolitano de Cônia | 41 981     | Nike               | Spor Toto      |
| Rizespor         | İbrahim Üzülmez   | Ali Çamdalı    | Novo Estádio Municipal de Rize           | 15 558     | Nike               | Çaykur         |
| Sivasspor        | Tamer Tuna        | Ziya Erdal     | Novo Estádio 4 de Setembro de Sivas      | 27 532     | Adidas             | Demir İnşaat   |
| Trabzonspor      | Ünal Karaman      | José Sosa      | Estádio Şenol Güneş                      | 41 461     | Macron             | QNB            |
| Yeni Malatyaspor | Erol Bulut        | Adem Büyük     | Novo Estádio de Malatya                  | 27 044     | Macron             | Battalbey      |

## Trocas de Técnico
| Equipe           | Treinador no cargo | Modo de Dispensa  | Data de Saída           | Posição | Substituído por | Contratado em           |
| ---------------- | ------------------ | ----------------- | ----------------------- | ------- | --------------- | ----------------------- |
| Akhisarspor      | Safet Sušić        | Foi demitido      | 17 de setembro de 2018  | 17º     | Cihat Arslan    | 25 de setembro de 2018  |
| Rizespor         | İbrahim Üzülmez    | Rescisão amigável | 21 de setembro de 2018  | 16º     | Okan Buruk      | 24 de setembro de 2018  |
| Erzurumspor      | Mehmet Altıparmak  | Rescisão amigável | 26 de setembro de 2018  | 18º     | Mehmet Özdilek  | 1º de outubro de 2018   |
| Kasımpaşa        | Kemal Özdeş        | Pediu demissão    | 1º de outubro de 2018   | 15º     | Mustafa Denizli | 2 de outubro de 2018    |
| Fenerbahçe       | Phillip Cocu       | Foi demitido      | 28 de outubro de 2018   | 6º      | Ersun Yanal     | 14 de dezembro de 2018  |
| Sivasspor        | Tamer Tuna         | Pediu demissão    | 6 de novembro de 2018   | 14º     | Hakan Keleş     | 19 de novembro de 2018  |
| Alanyaspor       | Mesut Bakkal       | Rescisão amigável | 6 de novembro de 2018   | 13º     | Sergen Yalçın   | 9 de novembro de 2018   |
| Konyaspor        | Rıza Çalımbay      | Foi demitido      | 12 de novembro de 2018  | 9º      | Aykut Kocaman   | 19 de novembro de 2018  |
| Kayserispor      | Ertuğrul Sağlam    | Pediu demissão    | 2 de dezembro de 2018   | 17º     | Hikmet Karaman  | 5 de dezembro de 2018   |
| Göztepe          | Bayram Bektaş      | Pediu demissão    | 9 de dezembro de 2018   | 12º     | Kemal Özdeş     | 10 de dezembro de 2018  |
| Ankaragücü       | İsmail Kartal      | Foi demitido      | 15 de dezembro de 2018  | 11º     | Bayram Bektaş   | 19 de dezembro de 2018  |
| Ankaragücü       | Bayram Bektaş      | Pediu demissão    | 13 de janeiro de 2019   | 12º     | Mustafa Kaplan  | 14 de janeiro de 2019   |
| Akhisarspor      | Cihat Arslan       | Foi demitido      | 14 de fevereiro de 2019 | 18º     | Cem Kavçak      | 15 de fevereiro de 2019 |
| Göztepe          | Kemal Özdeş        | Foi demitido      | 24 de fevereiro de 2019 | 13º     | Tamer Tuna      | 26 de fevereiro de 2019 |
| Erzurumspor      | Mehmet Özdilek     | Rescisão amigável | 4 de março de 2019      | 17º     | Hamza Hamzaoğlu | 5 de março de 2019      |
| Bursaspor        | Samet Aybaba       | Rescisão amigável | 7 de abril de 2019      | 15º     | Mesut Bakkal    | 8 de abril de 2019      |
| Yeni Malatyaspor | Erol Bulut         | Pediu demissão    | 28 de abril de 2019     | 7º      | Ali Ravcı       | 29 de abril de 2019     |
| Kasımpaşa        | Mustafa Denizli    | Pediu demissão    | 14 de maio de 2019      | 13º     | Erkan Çoker     | 14 de maio de 2019      |

## Classificação Geral
Atualizado em 26 de maio de 2019[carece de fontes?]
| Campeão Turco 2018–19    |
| ------------------------ |
| Galatasaray (22º título) |

## Resultados
| Mandante \ Visitante | AKH | ALA | AGÜ | ANT | BAȘ | BJK | BUR | EBB | FNB | GAL | GÖZ | KAS | KAY | KON | RİZ | SİV | TRA | YMS |
| -------------------- | --- | --- | --- | --- | --- | --- | --- | --- | --- | --- | --- | --- | --- | --- | --- | --- | --- | --- |
| Akhisarspor          | —   | 3–1 | 1–1 | 1–2 | 0–3 | 0–3 | 2–4 | 1–1 | 3–0 | 3–0 | 1–0 | 2–3 | 2–2 | 0–0 | 1–1 | 1–1 | 1–3 | 0–2 |
| Alanyaspor           | 2–1 | —   | 0–2 | 0–1 | 1–1 | 0–0 | 1–0 | 2–1 | 1–0 | 1–1 | 1–0 | 3–0 | 5–0 | 2–4 | 1–1 | 2–0 | 1–0 | 0–1 |
| Ankaragücü           | 1–0 | 0–2 | —   | 0–1 | 0–1 | 1–4 | 0–0 | 2–1 | 1–1 | 1–3 | 0–3 | 3–0 | 3–1 | 0–0 | 2–2 | 3–1 | 2–2 | 1–0 |
| Antalyaspor          | 1–2 | 3–0 | 2–4 | —   | 0–1 | 2–6 | 0–1 | 1–1 | 0–0 | 0–1 | 1–0 | 1–0 | 0–0 | 3–3 | 2–1 | 2–1 | 1–1 | 3–0 |
| Başakşehir           | 3–1 | 1–1 | 2–1 | 4–0 | —   | 1–0 | 3–0 | 1–1 | 2–1 | 1–1 | 0–2 | 2–0 | 1–0 | 2–0 | 1–1 | 0–1 | 2–0 | 1–1 |
| Beşiktaş             | 2–1 | 2–1 | 4–1 | 2–3 | 2–1 | —   | 2–0 | 1–1 | 3–3 | 1–0 | 1–0 | 3–2 | 2–0 | 3–2 | 4–1 | 1–2 | 2–2 | 2–1 |
| Bursaspor            | 0–0 | 2–0 | 1–0 | 0–2 | 0–0 | 1–1 | —   | 2–1 | 1–1 | 2–3 | 0–0 | 1–2 | 0–0 | 0–0 | 0–2 | 3–2 | 0–1 | 1–1 |
| Erzurumspor          | 2–1 | 1–0 | 0–1 | 1–0 | 0–1 | 1–3 | 2–0 | —   | 0–1 | 1–1 | 2–1 | 1–1 | 1–1 | 1–2 | 0–1 | 4–2 | 0–1 | 1–3 |
| Fenerbahçe           | 2–1 | 2–0 | 1–3 | 3–1 | 0–0 | 1–1 | 2–1 | 2–2 | —   | 1–1 | 2–0 | 2–2 | 2–3 | 1–1 | 3–2 | 2–1 | 1–1 | 3–2 |
| Galatasaray          | 1–0 | 6–0 | 6–0 | 5–0 | 2–1 | 2–0 | 1–1 | 1–0 | 2–2 | —   | 1–0 | 4–1 | 3–1 | 1–1 | 2–2 | 4–2 | 3–1 | 3–0 |
| Göztepe              | 0–1 | 3–2 | 2–1 | 4–1 | 0–2 | 2–0 | 0–0 | 0–1 | 1–0 | 0–1 | —   | 0–0 | 2–0 | 3–2 | 2–0 | 3–3 | 1–3 | 1–3 |
| Kasımpaşa            | 5–0 | 1–2 | 2–1 | 1–2 | 2–1 | 4–1 | 1–1 | 2–1 | 1–3 | 1–4 | 3–1 | —   | 0–3 | 1–1 | 0–1 | 1–3 | 2–2 | 3–0 |
| Kayserispor          | 1–0 | 1–1 | 0–2 | 2–0 | 1–1 | 2–2 | 1–1 | 0–2 | 1–0 | 0–3 | 2–1 | 2–1 | —   | 0–2 | 2–2 | 2–0 | 0–2 | 0–0 |
| Konyaspor            | 0–0 | 2–0 | 2–0 | 2–0 | 0–1 | 2–2 | 1–1 | 3–2 | 0–1 | 0–0 | 1–1 | 3–2 | 0–1 | —   | 0–2 | 1–1 | 2–2 | 1–1 |
| Rizespor             | 3–1 | 1–1 | 1–1 | 1–1 | 1–2 | 2–7 | 1–1 | 0–0 | 3–0 | 2–3 | 1–0 | 2–3 | 3–0 | 1–1 | —   | 0–0 | 2–3 | 3–0 |
| Sivasspor            | 2–1 | 1–0 | 4–0 | 1–2 | 0–0 | 1–2 | 2–0 | 2–2 | 0–0 | 4–3 | 2–0 | 0–3 | 1–3 | 0–0 | 1–1 | —   | 1–1 | 2–0 |
| Trabzonspor          | 2–1 | 0–2 | 1–0 | 4–1 | 2–4 | 2–1 | 1–1 | 0–0 | 2–1 | 4–0 | 1–2 | 4–2 | 4–2 | 3–0 | 4–1 | 3–1 | —   | 2–1 |
| Yeni Malatyaspor     | 1–1 | 1–1 | 3–1 | 2–0 | 0–2 | 1–2 | 1–2 | 3–1 | 1–0 | 2–0 | 3–2 | 2–1 | 1–1 | 0–1 | 1–0 | 4–4 | 5–0 | —   |

## Artilheiros
Atualizado em 26 de maio de 2019[carece de fontes?]
| Pos. | Jogador            | Clube                  | Gols |
| ---- | ------------------ | ---------------------- | ---- |
| 1    | Mbaye Diagne       | Kasımpaşa Galatasaray  | 30   |
| 2    | Vedat Muriqi       | Rizespor               | 17   |
| 3    | Burak Yılmaz       | Trabzonspor Beşiktaş   | 16   |
| 3    | Papiss Cissé       | Alanyaspor             | 16   |
| 5    | Hugo Rodallega     | Trabzonspor            | 15   |
| 6    | Henry Onyekuru     | Beşiktaş               | 14   |
| 7    | Mevlüt Erdinç      | Antalyaspor Başakşehir | 12   |
| 7    | Robinho            | Sivasspor Başakşehir   | 12   |
| 7    | Edin Višća         | Alanyaspor Başakşehir  | 12   |
| 10   | Souleymane Doukara | Antalyaspor            | 11   |